# هيتك (دلغان)
هيتك (بالفارسية: هیتک) هي قرية تقع في قسم دلغان الريفي (مقاطعة دلغان) في إيران. يقدر عدد سكانها بـ 496 نسمة .